# Palazzo Dini (Napoli)
Il Palazzo Dini è un edificio di valore storico e architettonico di Napoli, ubicato in via Enrico Pessina.
L'edificio, dotato di cinque piani, venne eretto negli anni settanta del XIX secolo in seguito alla distruzione delle Fosse del Grano.
Il complesso presenta una veste neoclassica, tuttavia le decorazioni sul fronte prospiciente la strada, oggi in cattivo stato di conservazione, risalgono al primo decennio del XX secolo, quando l'immobile fu restaurato.
Nell'androne vi dovevano essere delle statue per la presenza di nicchie, mentre nel piano nobile si conservano ancora delle sale dalle volte affrescate. Un'altra peculiarità di questo palazzo è costituita dal fatto che sull'attico si innalza una torre colombaia.
L'edificio, che prende il nome da Gennaro Dini, l'architetto che lo progettò, fu abitato da Vincenzo Villari, un giuriconsulto vissuto nella seconda metà dell'Ottocento.

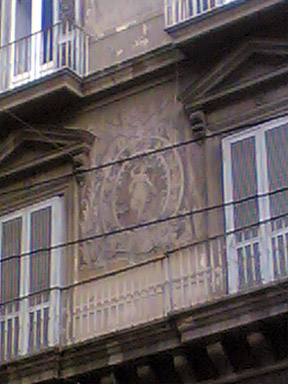
Particolare delle decorazioni
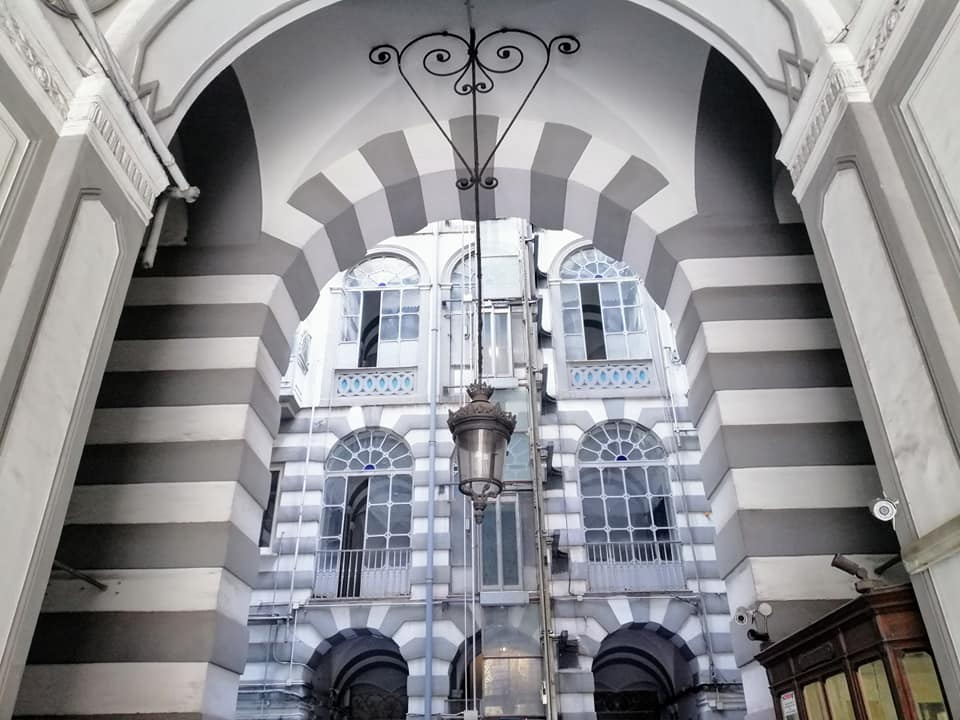
Androne e scala aperta